# 别利亚尼齐农村居民点
别利亚尼齐农村居民点（俄语：Беляницкое сельское поселение）是俄罗斯联邦伊万诺沃州伊万诺沃区所属的一个农村居民点。其下辖有17个居民点，行政中心为别利亚尼齐。据2016年统计，该农村居民点的人口为2854人。